# Kanabidiol
Kanabidiol (anglicky cannabidiol; CBD) je chemická látka patřící do skupiny zvané kanabinoidy, které se v přírodě vyskytují zejména v rostlinách konopí. CBD patří spolu s  tetrahydrokanabinolem (THC) mezi nejznámější z nich. Chemicky jsou CBD a THC do značné míry podobné, ale CBD není považován za psychoaktivní stejným způsobem jako THC, protože na rozdíl od THC přímo nestimuluje v těle kanabinoidní receptory CB1 a CB2. Kanabidiol funguje také jako inhibitor řady účinků THC.
Kanabidiol nemá vliv na potlačování bolesti. 
Existují jen omezené důkazy o tom, že kanabidiol má u člověka významné neurologické efekty; v USA a Evropské unii je užíván v podobě přípravku Epidiolex také k léčbě některých vzácných typů epilepsie (syndrom Dravetové, Lennox-Gastautův syndrom, tuberózní skleróza).
Přestože jsou šířena rozmanitá tvrzení, že CBD pomáhá např. při cukrovce, Parkinsonově chorobě nebo při problémech s prostatou, nejsou k dispozici vědecké důkazy o takových účincích.

Navíc přípravky s CBD neúčinné k řešení bolestí obsahují i potenciálně škodlivé látky.

## Historie
První pokusy o separaci aktivní složky v konopí se datují do 19. století. Kanabidiol byl poprvé podrobněji zkoumán v roce 1940 v minnesotském divokém konopí a egyptské pryskyřici z konopí indického. Chemický vzorec CBD byl odvozen od metody jeho separace z divokého konopí. Jeho struktura a stereochemické uspořádání bylo oficiálně určeno v roce 1963.